# Cochise
Cochise (czyt. Koczis, w języku Apaczów K’uu-ch’ish „dąb”, ur. ok. 1810–1815, zm. 8 czerwca 1874) – wódz szczepu Chokonen Apaczów Chiricahua. Uważany za jednego z największych indiańskich wodzów Ameryki. Cechowały go wyjątkowe zdolności wojownika i stratega, duża inteligencja, talent negocjatora i mówcy, przenikliwość polityka realizującego dalekowzroczne plany. Zalety te, połączone z prawością i wrażliwością na los innych, zjednały mu szacunek i uznanie Apaczów. Pozwoliły mu zjednoczyć pod swym dowództwem wszystkie grupy Apaczów Chokonen, wywierać wpływ na wszystkie odłamy Chiricahua, znaleźć posłuch wśród Apaczów Zachodnich, co było zjawiskiem unikalnym w kulturze tego ludu. Przez ponad 40 lat walczył z armią meksykańską, a potem amerykańską, którym nie udało się go pokonać. Z upływem lat stało się dla niego jasne, że wobec przytłaczającej siły wroga, jego lud musi złożyć broń, w przeciwnym wypadku zostanie unicestwiony. Zgodził się na przerwanie walk, potrafił jednak wynegocjować warunki pokoju, które pozwalały Apaczom Chiricahua utrzymać w wyjątkowo dużym stopniu własne tradycje.

## Życiorys
Urodził się prawdopodobnie w górach Dragoon (dziś południowo-wschodnia Arizona, dawniej stan Sonora w Meksyku), w rodzinie sprawującej od kilku pokoleń władzę nad grupą Chokonen Apaczów Chiricahua. Jego ojcem był prawdopodobnie Pisago Cobezón, bądź Relles. Dorastając w rodzinie wodzów, Cochise otrzymał wychowanie zgodne z najlepszymi tradycjami plemienia. Wyjątkowe zdolności i inteligencja predysponowały go do objęcia władzy w bardzo młodym wieku. Jego talent przywódcy doceniony został szybko przez Mangasa Coloradas, który pod koniec lat trzydziestych wydał zań jedną ze swych córek, realizując tym samym projekt umocnienia więzi międzyplemiennych. Dos-teh-seh dała Cochise’owi dwóch synów, Tazę, przyszłego dowódcę Chokonenów, i Naiche, późniejszego towarzysza Geronima. W walkach z Meksykanami Cochise towarzyszył Mangasowi Coloradas i Miguelowi Narbonie, tworząc z nimi frakcję wodzów niechętnych traktatom. Jego wrogość wobec Meksykanów wzmogła się po zdradzieckim zamordowaniu jego ojca podczas festynu wydanego z okazji zawarcia rozejmu.
W 1858 roku, po śmierci Esquinaline’a, Cochise uznany został za głównego wodza przez wszystkie grupy Chokonenów. W tym też roku nastąpiły pierwsze oficjalne kontakty Cochise’a z Amerykanami, którzy cztery lata wcześniej na mocy traktatu Gadsdena, wykupili od Meksykanów ziemie na południe od rzeki Gila. Przez pierwsze lata stosunki Chokonenów z Amerykanami układały się poprawnie. Sytuacja zmieniła się gwałtownie w lutym 1861 roku, gdy Cochise i jego grupa zostali niesłusznie posądzeni o uprowadzenie białego dziecka. Podczas rozmów na Przełęczy Apaczów, porucznik George Bascom, na podstawie niepotwierdzonych podejrzeń, wydał rozkaz zatrzymania Cochise’a i towarzyszących mu Indian. Cochise’owi udało się uciec. Pozostali Indianie zostali ujęci, a sześciu z nich, w tym brata Cochise’a i dwóch jego bratanków, powieszono. Incydent ten był bezpośrednią przyczyną wojny z Apaczami.

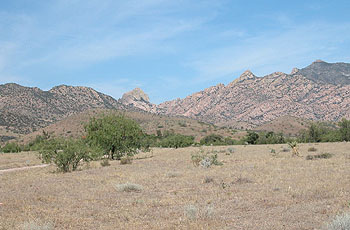
Góry Dragoon w Arizonie. W centrum charakterystyczny szczyt Rockfellow Dome w dolinie zwanej „Fortecą Cochise’a”.

Przez jedenaście lat z bazy wypadowej w górach Dragoon Cochise prowadził bezlitosną wojnę, próbując przejąć kontrolę nad południowo-wschodnią Arizoną. Podczas mnożących się ataków, jego grupy wyparły ze swych terenów większość białych osadników, farmerów, górników i handlarzy. W 1862 roku wojownicy Cochise’a i Mangasa Coloradas zaatakowali na Przełęczy Apaczów wojskowy konwój prowadzony przez setkę Kalifornijskich Ochotników. Ostrzelani przez Amerykanów z dział górskich Indianie musieli się wycofać. W odpowiedzi na tę bitwę, w 1862 roku, Amerykanie wybudowali na Przełęczy Apaczów Fort Bowie, co ograniczyło pole manewrów Chokonenów, niemniej przez kilka jeszcze lat Apacze czuli się silni, a ich walki miały charakter ofensywny. Od roku 1865 sytuacja zaczęła się zmieniać. Po zakończonej wojnie secesyjnej armia amerykańska intensywniej patrolowała tereny Indian, paraliżując ich gospodarkę i zmuszając ich do nieustannej walki. Wystawieni na krwawe ataki coraz liczniejszego wojska, mocno zdziesiątkowani przez długi konflikt, Chokoneni przeszli do walk obronnych. Z końcem lat sześćdziesiątych stało się dla Cochise’a jasne, iż wojna za wszelką cenę doprowadzi do eksterminacji jego ludu. Rozumiał konieczność rozejmu, ale dążył do zapewnienia swym grupom traktatu na jak najlepszych warunkach. Zbierał wiadomości o istniejących rezerwatach, w 1870 roku zgodził się na rozmowy z komendantem Fortu Mogollon. Gdy w 1871 roku, okrążeni przez wojsko i odcięci od terenów łowieckich, Chokoneni zaczęli głodować, Cochise zdecydował się na negocjacje w rezerwacie Cañada Alamosa w Nowym Meksyku, gdzie przebywali Apacze Victorio. Wśród tamtejszych urzędników nie znalazł jednak chętnych do otwartego dialogu i wysłuchania indiańskich racji. Wycofał się w góry, pozwolił swoim ludziom spędzić w Cañada Alamosa zimę, a wiosną wyprowadził ich z rezerwatu i wrócił do Arizony.
Jest bardzo prawdopodobne, że podczas pobytu w Cañada Alamosa poznał Thomasa Jeffordsa, Amerykanina parającego się handlem, którego obdarzył zaufaniem i przyjaźnią.
W 1872 roku splot dwóch czynników pozwolił Cochise’owi zrealizować projekt zawieszenia broni. Pierwszym z nich była ugodowa polityka prezydenta Ulyssesa Granta dążącego do pokojowych negocjacji z Indianami, drugim było przysłanie na te negocjacje człowieka o dużej odwadze i uczciwości, wrażliwego na problemy Indian. W osobie generała Olivera Otisa Howarda Cochise znalazł rozmówcę, jakiego szukał. W wyniku negocjacji, w listopadzie 1872 roku utworzony został rezerwat Chiricahua, przy czym generał Howard przyjął warunki Cochise’a: zgodził się na utworzenie rezerwatu na ziemiach Apaczów Chokonen, zagwarantował nieobecność wojska na jego terenie i mianował Thomasa Jeffordsa przedstawicielem amerykańskiego rządu. W rzeczywistości oznaczało to, iż Cochise’owi udało się wyrwać spod administracji amerykańskiej południowo-wschodni skrawek Arizony.
Cochise zmarł w swym rezerwacie dwa lata później, 8 czerwca 1874 roku, w wyniku długiej choroby, prawdopodobnie raka żołądka. Pochowany został w górach Dragoon, a miejsce jego grobu nigdy nie zostało białym wyjawione.
Śmierć Cochise’a stanowiła dla Chiricahuów niepowetowaną stratę. Wśród wodzów Chokonenów nie było nikogo, kto mógłby kontynuować jego dzieło i czuwać nad utrzymaniem jedynego rezerwatu w Ameryce, w którym Indianie rządzili się sami. Taza, starszy syn Cochise’a, starannie przygotowywany do roli przywódcy, zmarł na zapalenie płuc dwa lata później, w 1876 roku, podczas wizyty w Waszyngtonie. Tego samego roku rezerwat Chiricahua został zlikwidowany, a jego mieszkańcy przesiedleni do rezerwatu San Carlos.
W 1881 roku w południowo-wschodniej Arizonie utworzono hrabstwo, któremu nadano nazwę Cochise. Jego granice pokrywają się z grubsza z granicami dawnego rezerwatu Chiricahua.

## Cochise w filmie
- W roku 1950 powstał film Złamana strzała w reżyserii Delmera Davesa. W roli Cochise’a wystąpił Jeff Chandler[1].
- W latach 1956–1960 był wyświetlany w amerykańskiej telewizji (a w latach sześćdziesiątych i w polskiej) serial zatytułowany Złamana strzała, którego jednym z bohaterów był wódz Apaczów Cochise, w którą to postać wcielił się amerykański aktor Michael Ansara[2].